# Варениклин
Варениклин (торговое название препарата Chantix в США и Champix в Европе и других странах) — был создан фармацевтической компанией Pfizer. Первые продажи начались в 2006 году. Применяется в качестве средства против табакокурения у взрослых.

## История создания
Варениклин был впервые синтезирован в Pfizer в ходе исследований, направленных на изменение структуры цитизина. Автором варениклина является Джотэм Коу, клинический химик, научный сотрудник Центра нейробиологии, отделение клинической биохимии компании Pfizer. В 2007 году ученый и его изобретение получили премию «Галена», часто называемую Нобелевской премией в сфере медицинских исследований. В Центре нейробиологии Коу проработал 13 лет над подходами к лечению депрессии, шизофрении, зависимости и синдрома дефицита внимания с гиперактивностью. Коу принадлежит 25 патентов в сфере онкологии и нейробиологии.

## Исследования и эффективность препарата
Эффективность и безопасность варениклина была испытана в 3 фазных исследованиях. Эффективность варениклина сравнивали также с никотинзаместительной терапией. В 6-недельном исследовании эффективность никотинзаместительной терапии составила всего 16,1 %, в то время как в двух 12-недельных исследованиях эффективность варениклина достигла 44,0 и 64,1 %. В прямом сравнительном 52-недельном исследовании варениклин также превосходил никотинзаместительную терапию по эффективности, в том числе в отдаленные сроки наблюдения

## Фармакодинамика

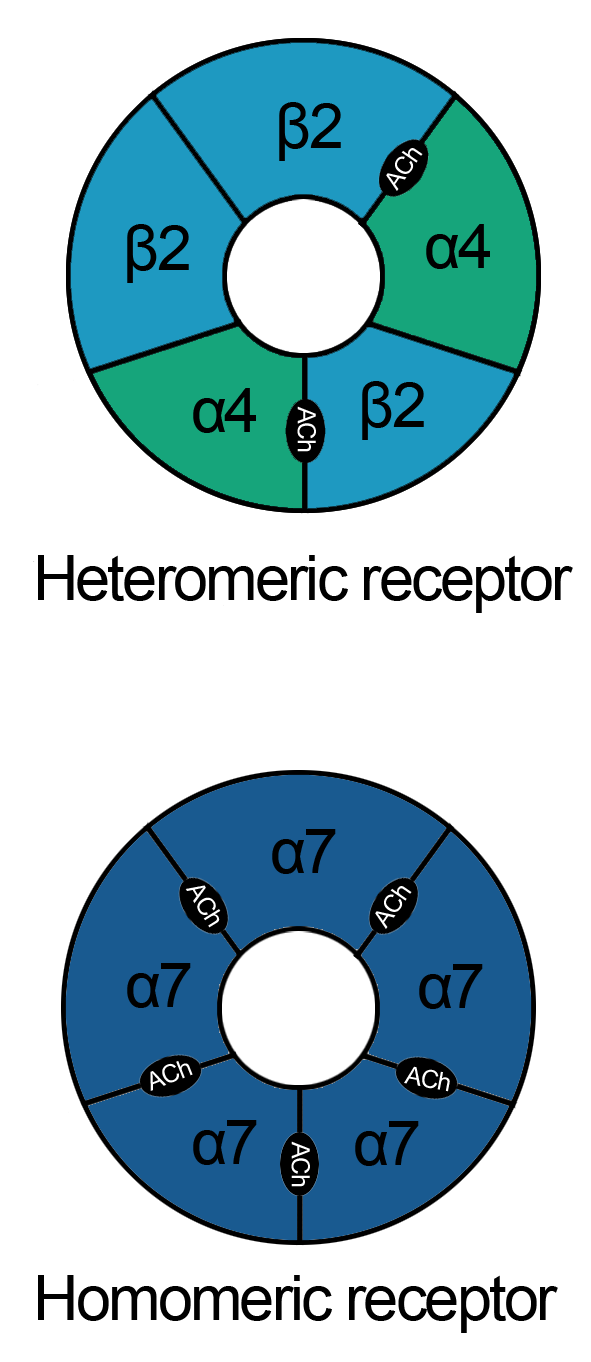
Два подтипа никотиновых рецепторов ацетилхолина

Варениклин связывается с α4β2 нейронными никотиновыми ацетилхолиновыми рецепторами мозга, в отношении которых он является частичным агонистом, то есть одновременно проявляет агонизм (но в меньшей степени, чем никотин) и антагонизм в присутствии никотина.
Электрофизиологические исследования in vitro и нейробиохимические исследования in vivo показали, что варениклин связывается с α4β2 нейронными никотиновыми ацетилхолиновыми рецепторами и стимулирует их, но в значительно меньшей степени, чем никотин. Никотин взаимодействует с теми же рецепторами, к которым варениклин обладает более высоким сродством. В связи с этим варениклин блокирует полную активацию α4β2 рецепторов под действием никотина, которая лежит в основе развития эффекта получения удовольствия от курения с последующим формированием зависимости. Варениклин обладает высокой селективностью и связывается с α4β2 рецепторами более активно (Ki=0.15 нМ), чем с другими никотиновыми рецепторами (α3β4 Ki=84 nM, α7 Ki= 620 нМ, α1βγδ Ki= 3,400 нМ) или другими рецепторами и транспортерами (Ki > 1 мкМ, за исключением 5-HT3 рецепторов: Ki=350 нМ).
Эффективность варениклина в лечении никотиновой зависимости связана с частичным агонизмом варениклина в отношении α4β2 никотиновых рецепторов. Связывание препарата с этими рецепторами позволяет уменьшить тягу к курению и синдром отмены (агонистическая активность) и одновременно приводит к уменьшению эффекта получения удовольствия от курения с последующим формированием зависимости путём блокады взаимодействия никотина с α4β2 рецепторами (антагонистическая активность).

## Противопоказания
Гиперчувствительность к действующему веществу или любым наполнителям. Подростковый возраст.
Беременность, лактация.

## Способ применения и дозы
Чампикс применяют внутрь. Рекомендуемая доза варениклина составляет 1 мг два раза в день. Её титруют в течение первой недели следующим образом:
1-3дни — 0,5 мг один раз в день
4-7дни — 0,5 мг два раза в день
8 день — конец лечения — 1 мг два раза день
Пациент должен выбрать дату прекращения курения. Лечение Чампиксом следует начать за 1-2 недели до этой даты. Если больной не переносит нежелательные эффекты Чампикса, то дозу можно на время или постоянно снизить до 0,5 мг два раза в день. Таблетки Чампикса следует проглатывать целиком и запивать водой. Чампикс можно принимать с пищей или без пищи. Лечение Чампиксом продолжают в течение 12 недель. У больных, прекративших курение в течение 12 недель, возможен дополнительный 12-недельный курс лечения Чампиксом в дозе 1 мг два раза в день.
Сведений об эффективности дополнительного 12-недельного курса лечения у больных, которым не удалось бросить курить во время первого курса, и у пациентов, которые возобновили курение после завершения терапии, нет.
При использовании средств против табакокурения риск возобновления курения повышен непосредственно после завершения лечения. Если этот риск высокий, возможно постепенное снижение дозы.

## Побочные эффекты
- Тошнота (28,1 %)
- Головная боль (15,5 %)
- Бессонница (14 %)
- Необычные сновидения (10,3 %). Частое осложнение, поскольку частота данного осложнения в 2 раза выше по сравнению с плацебо и бупропионом
- Суицидальная настроенность

## Полемика
- 3 сентября 2007 года, музыкант Картер Альбрехт был застрелен соседом его подруги, во время ссоры, как сообщается, в состоянии алкогольного опьянения стучал в двери соседей и бессвязно кричал. Подруга Альбрехта и другие близкие к ним публично заявили, что варениклин способствовал неадекватному поведению, которое явилось причиной его гибели[6]
- ISMP провел анализ отчёта пост-маркетингового исследования неблагоприятных эффектов полученных FDA. Согласно этому анализу, в четвёртом квартале 2007 года на варениклин приходится больше всего сообщений о серьёзных побочных эффектах, чем у любого другого лекарства. Суицид и суицидальные мысли, психозы, приступы враждебности или агрессии, в том числе мысли об убийстве, были наиболее известными психиатрическими побочными эффектами. Также есть несколько сообщений о том, что варениклин может вызвать потерю контроля над уровнем сахара в крови и вызывать новые приступы диабета, нарушения ритма сердца, кожные реакции, нарушения зрения, судороги, мышечные спазмы и другие расстройства моторики. ISMP отметил, что доклады не устанавливают достоверную связь с приёмом варениклина, но пришли к выводу, что дальнейшие исследования данных по FDA необходимы[7]
- В четверг, 22 Мая 2008, Нью-Йорк Таймс сообщил, что федеральное управление гражданской авиации объявил накануне о запрете на использование варениклина для обоих пилотов и диспетчеров воздушного движения, из-за проблем с возможными неблагоприятными психоневрологическими эффектами, которые могут нанести ущерб общественной безопасности.[8]
- В воскресенье, 25 мая 2008 года, Лос-Анджелес таймс сообщил, что два десятка ДТП были связаны с приёмом варениклина и доложил об этом в FDA. Pfizer ранее объявлял об опасности приёма варениклина во время вождения[9]
- Во вторник, 17 июня 2008 года, Washington Times сообщил на своей первой странице, что департамент по делам ветеранов испытывал варениклин на ветеранах войны с посттравматическим расстройством без надлежащего предупреждения их о побочных эффектах. В одном случае ветеран едва не погиб, когда он угрожал полиции во время психического срыва[10]
- 15 января 2009 года, ISMP опубликовал отчёт за второй квартал 2008 года. За этот период было 910 вновь зарегистрированных случаев серьёзных побочных эффектов связанных с варениклином, включая 38 смертей. В дополнение сообщалось о побочных психиатрических эффектах. В докладе также отмечается все больше доказательств связи варениклина с «потенциально опасными для жизни аллергических реакций.» Согласно докладу, варениклин был вторым по величине побочных эффектов в течение этого квартала[11]
- 4 февраля 2009 года Министерство здравоохранения Канады заявило, что было получено более 800 жалоб от канадских потребителей варениклина, многие из них отмечают перепады настроения, депрессию или суицидальные мысли.[12]
- Когортные исследования, опубликованные в ноябре 2009 года проанализировали медицинские записи о 80 660 лицах, пытающихся бросить курить (10 973 из которых применяли варениклин). Учёные не обнаружили никаких доказательств повышенного риска возникновения депрессии, суицида и суицидальных мыслей, хотя и небольшой рост этих явлений не может быть исключен на основании статистики[13]
- 3 июня 2010 года, Министерство здравоохранения Канады объявила об изменениях в Canadian Product Monograph, в котором говорится о связи приёма варениклина с изменением в настроении и поведении (например, подавленное настроение, возбуждение, агрессивность, враждебность, суицидальные мысли или мысли о нанесении вреда другим людям); серьёзными аллергическими реакциями (такие как отек лица, губ, десен, языка и горла, которые могут вызвать проблемы с дыханием) и кожными реакциями (например, сыпь, отек, покраснение и шелушение кожи). Психоневрологические побочные эффекты у пациентов, принимающих варениклин не зависят от того есть ли у них в анамнезе психиатрические заболевания или нет. Употребление алкоголя также увеличивает риск психоневрологических побочных эффектов и побочных эффектов, таких как сонливость, головокружение, потеря сознания, судороги, или трудности с концентрацией. Министерство здравоохранения канады не рекомендует людям принимающих варениклин заниматься потенциально опасными видами деятельности, такие как вождение автомобиля или управление опасными механизмами, пока они точно не установят как варениклин оказывает на них влияние[14]
- 31 мая 2011 года, французский министр здравоохранения Ксавье Бертран объявил, что варениклин больше не будет субсидироваться по рецепту правительством медицинского страхования, в связи с вопросами о его безопасности[15]
- 26 июля 2011 года, Европейское медицинское агентство объявило о том что согласно недавно проведенному мета-анализу приём варениклина незначительно повышает риск сердечно-сосудистых событий[16][17]
- 8 января 2015 года, Систематический обзор не обнаружил достаточных доказательств повышенного риска суицида[18]
- 14 июня 2021 года изъят из аптек Израиля из-за наличия канцерогенов[19]